# Lê Nam Giới
Lê Nam Giới (sinh 1947) là một chính trị gia người Việt Nam. Ông là đại biểu Quốc hội Việt Nam khóa XI, thuộc đoàn đại biểu Cần Thơ.
Ông từng là Ủy viên Ban Chấp hành Trung ương Đảng Cộng sản Việt Nam khóa IX, Bí thư lâm thời Thành ủy Cần Thơ khi thành phố này được thành lập và trực thuộc Trung ương vào năm 2004, trước đó ông giữ chức Bí thư Tỉnh ủy Cần Thơ, Chủ tịch Ủy ban Nhân dân tỉnh Cần Thơ, Trưởng Đoàn Đại biểu Quốc hội tỉnh Cần Thơ.
Vào năm 2023, Lê Nam Giới nhận huy hiệu 55 năm tuổi Đảng.